# 國立新竹高級商業職業學校
24°47′49″N 120°59′12″E / 24.797009°N 120.986610°E
國立新竹高級商業職業學校，簡稱新竹高商、新商、竹商、HCCVS，是八大省商之一，設有綜合高中學術學程以及職業類科，位於新竹市東區，鄰近國立新竹高級中學、國立陽明交通大學博愛校區、國立清華大學、工業技術研究院光復院區等教研機構。

## 歷史
- 1940年4月1日，於日治時期創立「新竹州立新竹商業學校」，學制為五年制。[1]

- 1944年3月，改為「新竹州立新竹農業學校」。

- 1945年3月，學制改為四年制。

- 1945年8月，因政權更迭，改制為「臺灣省立新竹商業職業學校」，學制改為初商部、高商部各三年。

- 1950年8月，高商部開始招收女生。

- 1953年8月，初商部開始招收女生。

- 1968年8月，配合臺灣九年國民義務教育的實施，初商部停招。

- 1970年8月，更名為「臺灣省立新竹高級商業職業學校」。

- 2000年2月，改制國立，改名為「國立新竹高級商業職業學校」。

## 外部連結
- 官方网站
- 國立新竹高級商業職業學校的Facebook專頁